# Sergiu Luca
 (juin 2018).
Si vous disposez d'ouvrages ou d'articles de référence ou si vous connaissez des sites web de qualité traitant du thème abordé ici, merci de compléter l'article en donnant les références utiles à sa vérifiabilité et en les liant à la section « Notes et références ».
Sergiu Luca, né le 10 octobre 1982 à Timișoara, est un danseur et chorégraphe roumain.

## Carrière de danse
Luca apprend à danser depuis l'âge de dix ans. Il a d'abord rejoint son pays natal pour étudier la danse dans les sections latino-américaines. De 2003 à 2007, il a commencé par danser avec Ramona Dinu-Biringer et plus tard avec Katarina Vuletic dans les groupes « standard S », « Latein » et ensuite pour le club « noir et blanc » à Pforzheim, en Allemagne.
En 2008, il s'est spécialisé dans les danses latino-américaines. Il a d'abord dansé avec Regina Murtasina, de novembre 2008 à mai 2015, puis avec Maria Arces, qu'il a rencontrée débuté au club noir et blanc de Pforzheim. En 2010, le couple danse pour la Roumanie. En mai 2015, le couple quitte la danse.

## Carrière télévisuelle
Depuis 2015, Luca c'est fait connaître dans l'émission  Let's Dance sur RTL. À la huitième saison, il est positionné en douzième place avec l'animatrice allemande Panagiota Petridou (de). Le couple se retire dans le troisième épisode. Dans la neuvième saison, il est positionné en septième place avec la mannequin allemande Alessandra Meyer-Wölden (de). 
En 2017, il est positionné en dixième place avec la mannequin allemande Ann-Kathrin Brömmel. En 2018, il est positionné en troisième place avec la mannequin allemande Barbara Meier.

### Autres activités
Il est envoyé au Pérou aux côtés du danseur russo-allemand  Evgeny Vinokurov (de) à apprendre une danse traditionnelle, la Danza de las tijeras dans l'émission Llambis Tanzduell (de), du danseur allemand Joachim Llambi,.

## Vie privée
Il est marié depuis novembre 2015, avec la danseuse germano-kirghize Regina Murtasina (de).

## Partenaires de danse célèbres
De 2015 à 2018, il intègre l'équipe de danseurs professionnels de l'émission Let's Dance sur RTL. Il a pour partenaires 
| Saison | Partenaire                   | Place |
| ------ | ---------------------------- | ----- |
| 8      | Panagiota Petridou (de)      | 12.   |
| 9      | Alessandra Meyer-Wölden (de) | 7.    |
| 10     | Ann-Kathrin Brömmel          | 10.   |
| 11     | Barbara Meier                | 3.    |

## Animation
- 2020 : Llambis Tanzduell (de)  (6e épisode,  1re saison) : Candidat